# Zernitz-Lohm
Zernitz-Lohm est une commune allemande de l'arrondissement de Prignitz-de-l'Est-Ruppin, Land de Brandebourg.

## Géographie
La commune comprend les quartiers de Bahnhof Zernitz, Goldbeck, Koppenbrück, Lohm, Neuendorf et Zernitz.
| Stüdenitz-Schönermark | Kyritz           |                  |
| Breddin               | Zernitz-Lohm     | Neustadt (Dosse) |
|                       | Neustadt (Dosse) |                  |

## Histoire
La commune actuelle est créée le 31 décembre 1997 à la suite de la fusion volontaire des municipalités précédemment indépendantes Zernitz et Lohm.
Zernitz est mentionné pour la première fois en 1324 sous le nom de Cernitz et est l'un des lieux les plus anciens du Prignitz. Lohm l'est en 1336.
Dans les dernières semaines de la Seconde Guerre mondiale, un train s'arrête à la gare de Zernitz pour emmener des femmes et des filles juives de Hambourg au camp de concentration de Theresienstadt. Le train est bombardé par des avions alliés à basse altitude, de nombreuses femmes tentent de se cacher, sont blessées ou abattues. Certaines sont prises en charge par les résidents avant d'être raflées par les équipages SS et de retourner dans les wagons. On ne sait rien de la suite. Pour les 48 morts du raid aérien, un cimetière avec deux pierres commémoratives est érigé à la gare en 1945, l'un commémorant les détenus juifs et le second à l'avocat juif Theodor Steigerwald, décédé ici en 1947 des dommages de sa persécution.
La gare de Zernitz sur la ligne de Berlin à Hambourg ferme en 1995.

## Personnalités liées à la commune
- Bernhard Rose (1865-1927), acteur et directeur de théâtre

## Source, notes et références
- (de) Cet article est partiellement ou en totalité issu de l’article de Wikipédia en allemand intitulé « Zernitz-Lohm » (voir la liste des auteurs).